# Бережки (Киржачский район)
Бережки — деревня в Киржачском районе Владимирской области России, входит в состав Филипповского сельского поселения. 

## География
Деревня расположена на берегу реки Шерна в 7 км на северо-восток от центра поселения села Филипповское и в 24 км на запад от Киржача.  

## История

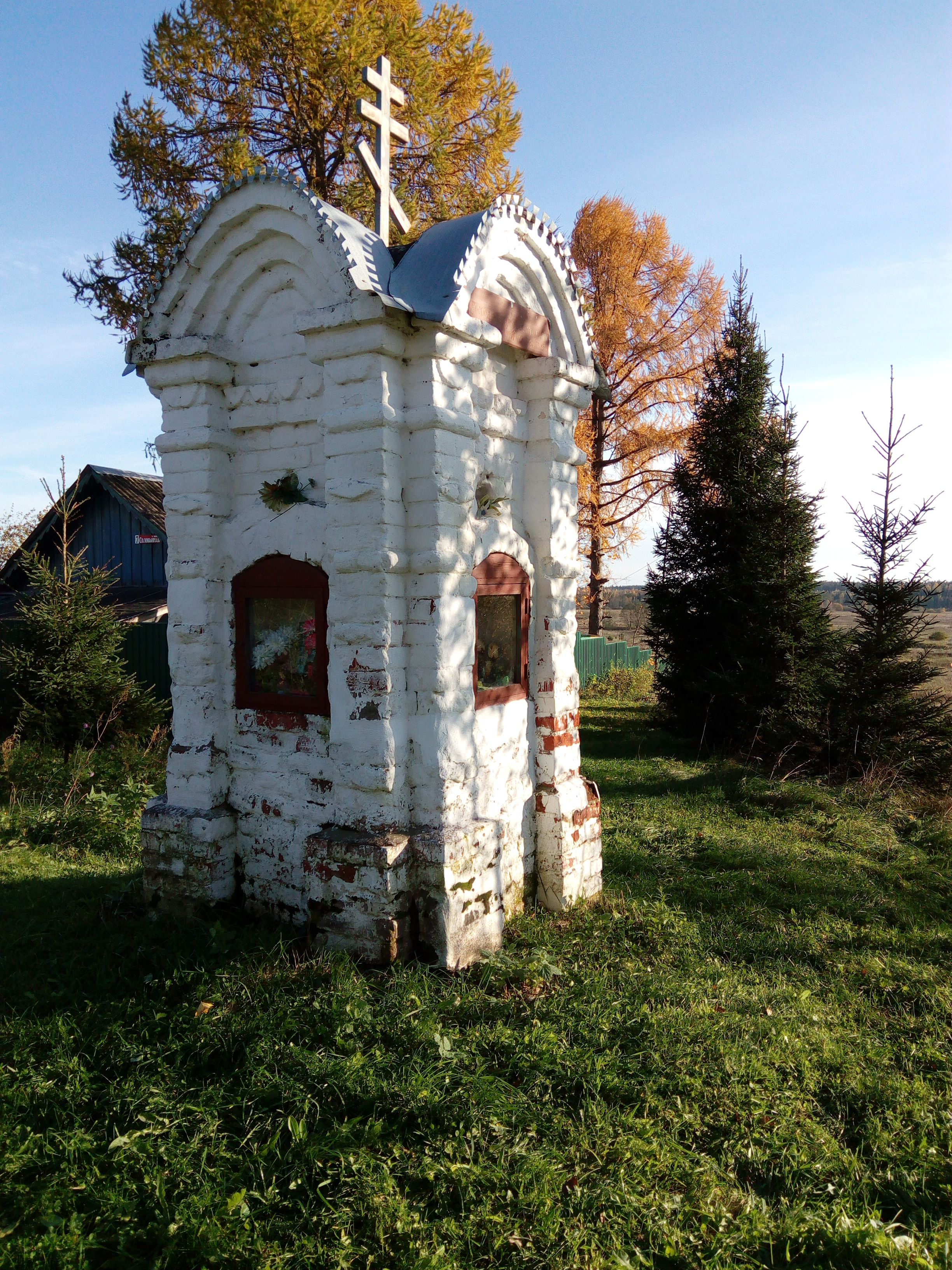
Столб придорожный. 2016 год

В конце XIX — начале XX века деревня входила в состав Филипповской волости Покровского уезда, с 1926 года в составе Александровского уезда. В 1859 году в деревне числилось 26 дворов, в 1905 году — 35 дворов, в 1926 году — 32 двора.
С 1883 года в сельце располагалась шёлково-ткацкая фабрика дворянки Марии Полиеновны Вяземской. На фабрике работало 7 рабочих
С 1929 года деревня являлась центром Бережковского сельсовета Киржачского района, с 1940 года — в составе Филипповского сельсовета, с 2005 года — в составе Филипповского сельского поселения.

## Население
| 1859 | 1905 | 1926 | 2002 | 2010 | 2021 |
| ---- | ---- | ---- | ---- | ---- | ---- |
| 158  | ↗266 | ↘186 | ↘68  | ↘9   | ↗29  |